# Allonnes (Sarthe)
Allonnes település Franciaországban, Sarthe megyében. Lakosainak száma 10 740 fő (2022. január 1.). Allonnes Rouillon, Spay, Voivres-lès-le-Mans, Arnage, Étival-lès-le-Mans, Le Mans, Pruillé-le-Chétif és Saint-Georges-du-Bois községekkel határos.

## Népesség
A település népességének változása:
| Lakosok száma | 11 097 | 11 128 | 11 232 | 11 098 | 11 075 | 11 167 | 11 108 | 11 013 | 10 740 |
|               | 2012   | 2015   | 2016   | 2017   | 2018   | 2019   | 2020   | 2021   | 2022   |